# M2K
M2K（エム・ツー・ケー）は、闘龍門、DRAGON GATEで活動する日本のプロレスラーのユニット。後継ユニットである新M2K（しん・エム・ツー・ケー）とFinal M2K（ファイナル・エム・ツー・ケー）についても本稿で述べる。

## M2K
2000年、正規軍の助っ人を務めていた望月成晃（以下の「望月」は彼を指す）が正規軍から孤立していた神田裕之、望月享（現：横須賀ススム）と共に結成。3人の頭文字（Mochiduki＋Mochiduki＝M2、Kanda）からユニット名をM2Kとし、正規軍、C-MAXに次ぐ第3勢力となる。スカジャン、キックボード、ブルーボックス（リング設営用の小道具入れ）をトレードマークに「両者リングアウト推進委員会」をスローガンに掲げ、試合を両者リングアウトによる不完全燃焼、不透明決着に陥れ、ルードながら人気の高かったC-MAXとは対照的に嫌われ者のヒールユニットとしての地位を確立。その後、チョコフレークK-ICHI、ダークネス・ドラゴン（現：K-ness.）、堀口元気が加入し、その勢力を拡大する。しかしCIMAとの頂上決戦に敗れた望月が突如「いい人宣言」をし、クリーンファイトを推進する。これにより他のメンバーとの間に亀裂が生じ2002年に脱退、正規軍に加入するが今度は正規軍のリーダーであるマグナムTOKYOがこれに反発。残されたメンバー達はマグナムを執拗に勧誘したが、マグナムは「ダンスの出来ないヤツらとは組めない」と拒否をしていた。しかし諦めきれない堀口は自費3万円をはたいてダンス教室に通いマグナムダンスを習得（最終的にはメンバー全員が踊れるようになる）。これに折れたマグナムは遂にM2Kに加入し、新リーダーとなる。しかし同年9月に神田が首の負傷のため引退。次いでクネスが脱退し正規軍に加入するが実は斎藤了勧誘のための潜入工作で、クネスはK-ness.と改名し再合流、ユニットはDo FIXERに発展する。
2006年、神田とドン・フジイの抗争が再燃し望月、横須賀とのオリジナルM2Kが6人タッグマッチで1夜限りの復活を遂げ、神田がフジイからピンフォールを奪い勝利。セコンドにはダークネス・ドラゴンのマスクを被ったK-ness.と2001年以降、消息を絶っていたチョコフレークK-ICHIがついた。

### メンバー

#### オリジナルメンバー
- 望月成晃（初代リーダー）（2002年脱退）
- 神田裕之（2002年引退）
- 横須賀享

#### 途中加入
- マグナムTOKYO（2代目リーダー）
- ダークネス・ドラゴン
- チョコフレークK-ICHI（2002年以降は欠場）
- 堀口元気

## 新M2K
2002年にM2Kを脱退した望月は正規軍のリーダーになるが、C-MAX、M2K（のちDo FIXER）、さらにはT2Pから合流したイタリアン・コネクションが激しい抗争を繰り広げ、置き去りにされた正規軍は同年末に解散する。現状打破のため望月は2003年にドラゴン・キッド、新井健一郎、セカンド土井（現・土井成樹）、三島来夢と共に「目には目を」というスローガンを掲げM2Kを再結成。その後スカジャンを巡るDo FIXERとの抗争に勝つが、正規軍の焼き直し以上の印象を拭えず同年末に解散。なお、新M2KはMochiduki、2nd、Kenichiroの頭文字という事になっている。

### メンバー
- 望月成晃（リーダー）
- ドラゴン・キッド
- 新井健一郎
- セカンド土井
- 三島来夢（成績不振のため追放）

## Final M2K
新M2Kを解散した望月は悪冠一色を結成しヒールターンするが結局、失敗して追放されてしまう。そこへ欠場から復帰したK-ness.、横須賀、アラケン、土井が集い舞台をDRAGON GATEへ移すと共にFinal M2Kを結成。その後、土井がBlood Generation加入のため脱退、健介office所属の中嶋勝彦が助っ人として加入し活動していた。2007年1月14日、約2年半に及ぶ歴史に終止符を打ち解散した。

### メンバー
- 望月成晃（リーダー）
- K-ness.
- 横須賀享
- 新井健一郎
- セカンド土井
- 小野寺大和
- 中嶋勝彦（助っ人）
- トザワ（預かり）
- カツオ（預かり）

## M3K
2022年、望月がドラゴンゲートの練習生：江藤成春を6月3日の後楽園ホール大会「闘龍門、再会。Vol.2」でデビューさせると発表。
6月3日、マサアキ、ススム、ヤスシ、そして江藤が金髪スカジャンで登場。望月は江藤成春が実の息子であること、江藤成春はウルティモ・ドラゴンがつけた偽名であり、今後は望月リョートとして、M3Kで活動していくことを発表した。試合はマサアキのツイスターから強引にリョートがフォールしデビュー戦を勝利を飾った。
試合後、ウルティモドラゴンから、「全員望月だと下の名前を覚えにくい」との理由から、望月ジュニアと命名された。

### メンバー
- 望月マサアキ（リーダー）
- 望月ススム
- 神田ヤスシ
- 望月ジュニア

## 備考
- M2Kが凶器として使用していたブルーボックスは現在まで闘龍門JAPAN、DRAGON GATEのヒールユニットの凶器として伝統的に使用され、Do FIXER、悪冠一色、Blood Generation、マッスル・アウトローズ、REAL HAZARDが使用している。それぞれユニットのカラーにボックスを塗装している（悪冠一色＝赤、BG＝黒など）が、それらも実況では便宜的に「ブルーボックス」と呼ばれる。その後、神田裕之がジミーズに加入後、ブルーボックスの歴史上初めてベビーフェイスのユニットメンバーがユニット解散まで使用していた（カラーは神田裕之の当時のコスチュームカラーに合わせ、再びオリジナルのブルーカラーに戻った。）。
- M2Kは全て望月成晃がリーダーを務めていたが、Final M2K後期にはついに横須賀享にリーダーの座を譲る。
- 入場曲は「G.W.D (アルバムバージョン)」